# Picchiarello contro Andy Panda
Picchiarello contro Andy Panda (Knock Knock) è un film del 1940 diretto da Walter Lantz e Alex Lovy. È un cortometraggio d'animazione della serie Andy Panda, noto perché segna la prima apparizione del personaggio di Picchiarello. Il corto fu distribuito negli Stati Uniti dalla Universal Pictures il 25 novembre 1940.